# Bojków Górny Wąskotorowy
Bojków Górny Wąskotorowy (Schönwald Oberdorf) – zlikwidowany wąskotorowy przystanek kolejowy w Bojkowie (obecnie dzielnica Gliwic) zlokalizowany w kilometrze 24,5 linii kolejowej Bytom Karb Wąskotorowy - Markowice Raciborskie Wąskotorowe. Od otwarcia do roku 1945 był elementem kolei Gliwice Trynek - Rudy - Racibórz. Po II wojnie światowej, wraz z całą tą koleją został włączony do struktur Górnośląskich Kolei Wąskotorowych. Powstał wraz z otwarciem linii, w 1899 roku i funkcjonował do roku 1991.